# San Lorenzello
San Lorenzello är en ort och kommun i provinsen Benevento i regionen Kampanien i Italien. Kommunen hade 2 207 invånare (2017).